# Rhinocypha ustulata
Rhinocypha ustulata là loài chuồn chuồn trong họ Chlorocyphidae. Loài này được Kaup in Brauer mô tả khoa học đầu tiên năm 1867.